# Taphrina deformans
Taphrina deformans es un hongo patógeno para las plantas, que produce la llamada lepra, cloca, abolladura de las hojas o torque principalmente de árboles cultivados del género Prunus como pueden ser el melocotonero o almendro.
Los melocotoneros infectados con  T. deformans  experimentarán arrugas y distorsiones de las hojas, adquiriendo un rizo característico hacia abajo y hacia adentro. Las hojas también sufrirán clorosis, volviéndose de un verde pálido o amarillo, y luego mostrarán un tinte rojo o púrpura. La fruta puede caer prematuramente o mostrar distorsiones en la superficie.
La infección grave también puede producir lesiones en las flores. El árbol huésped sufrirá defoliación si las hojas están muy enfermas. Si una plántula está gravemente infectada, puede morir. Los almendros muestran síntomas similares.

## Distribución geográfica
Se localiza en las zonas de mucha humedad, en estas zonas, es más propicio a que inicie la enfermedad en la planta del durazno, ya que con frecuencia este hongo ataca al duraznero. En las zonas de Sudamérica es donde más abunda, mundialmente hablando.

## Hospedero
Este cuerpo fúngico, ataca más comúnmente al árbol que de como fruto al durazno, sin embargo, también se deposita en las nectarinas , así como también a los árboles damasco y almendro.

## Descripción
Este hongo carece de fructificaciones visibles, ya que, este cuenta con ascosporangios, estos son aislados y se desarrollan en el cuerpo de las hojas y de las ramas que son jóvenes, al mismo tiempo se desarrollan en la parte externa de los frutos de los árboles.
Cuando se encuentra una planta infectada, dan un aspecto retorcido a las hojas y se desarrollan una tipo de ampollas en la superficie que pueden ser aisladas o agrupadas de un color rojizo intenso, a esto se le conoce como lepra o abolladura de la hoja.
Sus ascosporas son subglobulares e hialinas, que son lisas y que no cuentan con contenido lipídico en su interior.

## Síntomas
Se inicia con la brotación del árbol, en él, se observa una hipertrofia de los tejidos con un engrosamiento en el limbo foliar y está produce una deformación de las hojas que recién hayan brotado. Esto viene acompañado de cambios en la coloración de la misma hoja, pasando desde amarillo, hasta poder presentar un color rojo intenso, esto se debe a la pérdida de clorofila y por la acumulación de pigmentos rojos. Conforme pasa el tiempo, estás mismas hojas adquieren un aspecto más harinoso, estás aparecen cuando se desarrollan las sacas del cuerpo fúngico. Las hojas infectadas, finalmente terminan necradas y caen prematuramente.
Puede que hayan casos en los que el fruto sea infectado, sin embargo, eso ya se presenta cuando la infección es muy fuerte.
Producen defoliaciones y por ello, se debilitan los brotes, causando la reducción del cuajo del fruto y esto afecta el vigor del árbol con la consiguiente reducción de la próxima cosecha.

## Prevención
Un método de prevención para éste hongo, puede ser que el árbol infectado, se rocíe con un fungicida de Cu (cobre) entre mediados o finales de invierno, es decir, antes de que las yemas del árbol sean movidas, repitiendo el procedimiento durante 15 días.

## Importancia económica
Está enfermedad fitopatógena, es una de las más importantes de los árboles frutales. Éste fue declarado una plaga en la agricultura antigua y también en la reciente. La razón de ello, es porque ha llegado a producir el 80% de pérdidas totales de las cosechas. Conforme pasa el tiempo, las plantas se debilitan en un grado amplio, esto por la restitución de las hojas. Sin embargo, el manejo de este hongo, es sencillo y muy controlable, sólo si se emplean las medidas adecuadas.

## Ciclo fitopatógeno
Las ascosporas que se producen en las ascas durante la temporada de primavera, son liberadas sobre todas las hojas. Estas, al experimentar este proceso, se forman por gemación, a estas células, se le denominan blastosporas o conidios y estás a su vez, estás también pueden multiplicarse por gemación. Cualquiera de estas dos, antes mencionadas, pueden sobrevivir, permaneciendo de una estación a otra, en las escamas de las yemas producidas anteriormente, en las resquebrajaduras de la corteza del árbol o en las grietas de las ramas o de los troncos. Al finalizar el invierno e iniciar la primavera, con la presencia de temperaturas bajas y una elevada humedad, las yemas foliares se hinchan y las blastosporas invernantes, germinan gracias a la presencia de un tubo germinativo, que se introduce por la cutícula, dando origen a un verdadero micelio intercelular, afectando las nuevas hojas en las que se desarrollará de nuevo la sintomatología previamente descrita. Los órganos del hospedero, adquieren una nueva y más grande resistencia al envejecer y al aumento de temperatura, por ello, a medida que avanza la primavera, impide el  desarrollo de la enfermedad y por consecuencia, no se produzcan ciclos secundarios. Las esporas que se producen, pueden permanecer viables por más de dos años.